# Amblyceps arunchalensis
Amblyceps arunchalensis е вид лъчеперка от семейство Amblycipitidae. Видът е застрашен от изчезване.

## Разпространение и местообитание
Разпространен е в Индия (Аруначал Прадеш).
Обитава сладководни басейни, пясъчни дъна, реки и потоци.